# Почесна грамота Республіки Казахстан
Поче́сна гра́мота Респу́бліки Казахста́н (каз. Құрмет грамотасы) — державна нагорода Республіки Казахстан.
Почесною грамотою Республіки Казахстан нагороджуються громадяни за значні досягнення в економіці, соціальній сфері, науці, культурі, освіті, військовій та іншій державній службі, громадській і державній діяльності.
Почесною грамотою можуть нагороджуватися творчі колективи за підсумками гастрольних поїздок, які сприяли зміцненню культурних зв'язків, дружбі і співпраці між народами.